# Norman Cazden
Norman Cazden (* 23. September 1914 in New York City; † 18. August 1980 in Bangor, Maine) war ein US-amerikanischer Komponist.
Der Sohn russischer Immigranten studierte an der Juilliard School of Music und dem City College sowie ab 1944 an der Harvard University bei Aaron Copland und Walter Piston. Bereits als Schüler der Juilliard School komponierte er für Dance Companies der Stadt und schrieb seine erste Sinfonie. Er trat als Konzertpianist auf und war von 1934 bis 1949 Klavierlehrer an der Juilliard School. Seit 1941 wirkte er am Camp Woodland in den Catskill Mountains, dessen musikalischer Direktor er als Nachfolger von Herbert Haufrecht von 1945 bis 1960 war.
Nach dem Studium unterrichtete er am Peabody Conservatory, der University of Michigan und seit 1950 an der University of Illinois in Springfield. Aufgrund von Untersuchungen des Komitees für unamerikanische Umtriebe verlor er 1953 diese Stelle und erhielt in den nächsten 16 Jahren keine akademische Position mehr. Er gab in dieser Zeit privaten Klavierunterricht und arbeitete an Forschungen über Volksmusik. Seit 1969 unterrichtete er an der University of Maine.
Cazden komponierte eine Operette, eine Bühnenmusik, zwei Sinfonien, zwei Kammerkonzerte, eine Bläsersuite, eine Suite für Oboe und Streicher, ein Bläser- und zwei Streichquintette, ein Streichquartett, weitere kammermusikalische Werke sowie Sonaten und Stücke für Klavier. Daneben gab er eine Reihe von Volksliedsammlungen und -bearbeitungen heraus: Folk Songs of the Catskills, Dances from Woodland, The Abelard Folksong Book, Three Catskill Ballads for Orchestra, A Book of Nonsense Songs, American Folk Songs for Children und A Catskill Songbook.